# دریاچه آیدینگ
دریاچه آیدینگ (ئايدىڭكۆل‎) یک دریاچه در استان سین‌کیانگ کشور چین است.